# 2023 في اليمن
أحداث عام 2023 في اليمن.

## شاغلو الوظائف
- رئيس مجلس القيادة الرئاسي: رشاد محمد العليمي
- رئيس مجلس الوزراء: معين عبدالملك سعيد